# Augusto Klappenbach
Augusto Ángel Klappenbach Minotti, escritor y filósofo con doble nacionalidad, argentina y española, nacido en 1938 en Buenos Aires (Argentina). Profesor de Filosofía en la Universidad Nacional de Río Cuarto y Rector de la misma entre 1973 y 1974, encarnó en ese puesto los aspectos más fructíferos del movimiento social y político enraizado en el peronismo de izquierda que en la Argentina se denominó "la tendencia" y que originariamente se expresó a través de varios agrupamientos, estructuras de masas y organizaciones político-militares, que hacia 1974 convergieron en su mayoría en la organización Montoneros. En tiempos de López Rega se vio obligado a dejar el país camino del exilio. En España fue profesor Tutor de la Universidad Nacional de Educación a Distancia y catedrático de Instituto, primero en Mota del Cuervo y luego en el IES Vicente Aleixandre de Pinto (Madrid), donde se jubiló.
Ha escrito numerosos textos sobre temas filosóficos y participa regularmente en publicaciones especializadas y en la prensa diaria.